# 聖隷淡路病院
聖隷淡路病院（せいれいあわじびょういん）は、兵庫県淡路市にある病院である。

## 沿革
- 1999年12月1日 - 国立病院再編成計画による国立明石病院岩屋分院の経営移譲を社会福祉法人 聖隷福祉事業団（本部：静岡県浜松市）が受け開設。
- 2014年4月 - 夢舞台ニュータウン（淡路市夢舞台）に移転

## 診療科
- 内科
- 不整脈外来（循環器系疾患の外来）
- 循環器内科
- 外科
- 整形外科
- 産婦人科
- 皮膚科

## 交通アクセス
- 淡路市生活観光バス路線（あわ神あわ姫バス）1（時計回り）/2（反時計回り）/4（岩屋洲本線）系統・岩屋コミバス - 聖隷淡路病院前または新世薬局夢舞台前下車
- 新神戸駅・三宮・舞子より西日本ジェイアールバス・本四海峡バス大磯号 - 聖隷淡路病院前下車